# Guerre civile de Brunei
La guerre civile de Brunei était une guerre civile menée dans l'empire de Brunei de 1660 à 1673.

## Causes

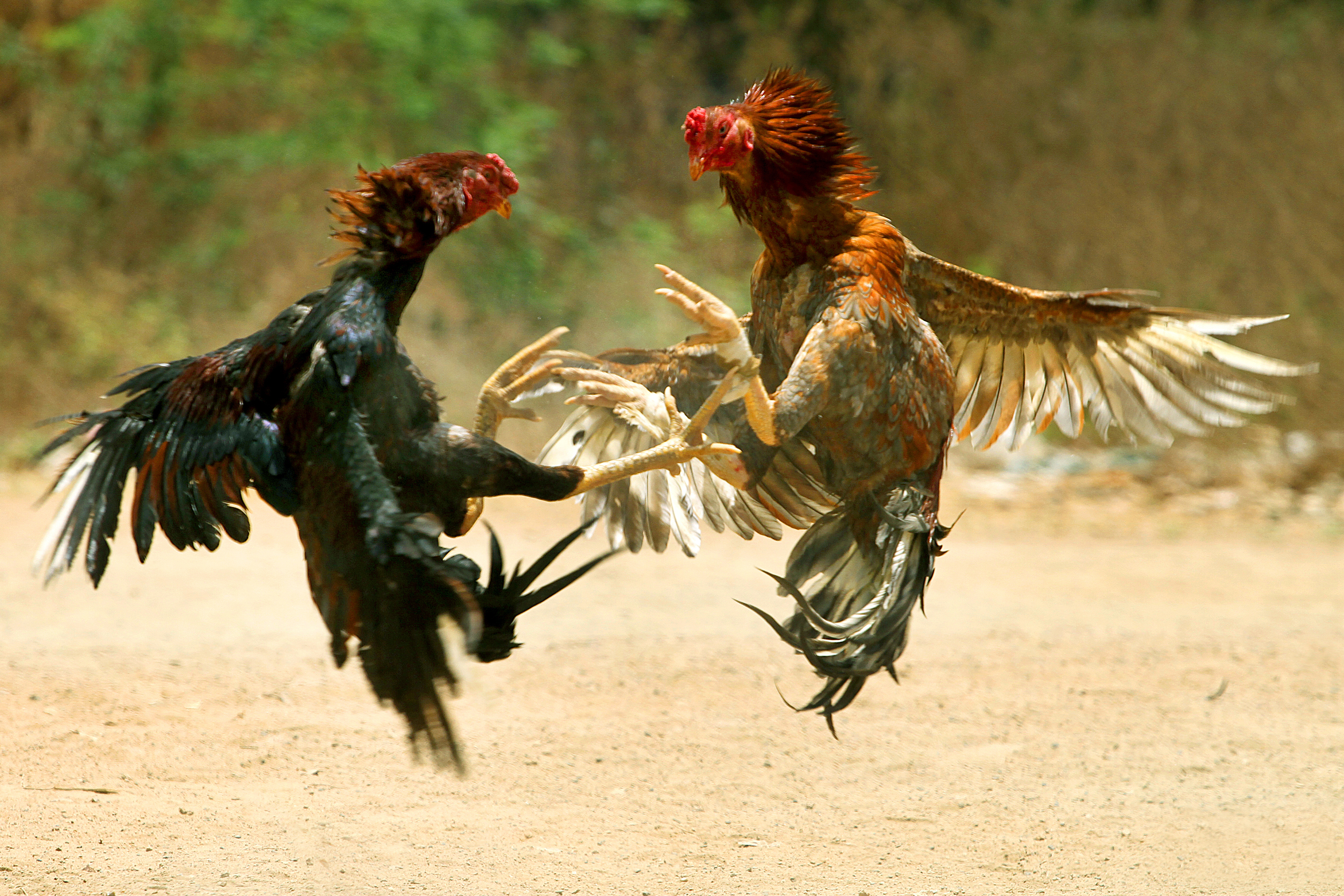
La guerre civile de Brunei a été déclenchée par un combat de coqs.

Sous le règne du treizième sultan Muhammad Ali, il y eut un désaccord entre le fils du sultan, Pengiran Muda ("prince") Bongsu et Pengiran Muda Alam, le fils de Pengiran Abdul Mubin sur les résultats d'un combat de coqs que Pengiran Muda Bongsu avait perdu. Sa défaite a été raillée par Pengiran Muda Alam. Dans sa rage, Bongsu a tué Pengiran Muda Alam et s'est échappé. Pour se venger, Abdul Mubin et ses partisans ont garroté le sultan Muhammad Ali. Abdul Mubin devient alors le quatorzième sultan et prend le titre de «Sultan Hakkul Abdul Mubin». Il a essayé d'apaiser les partisans du sultan précédent en nommant le petit-fils de Muhammad Ali, Muhyiddin comme le nouveau Bendahara ("Ministre en chef"). Après un certain temps, les partisans de Muhammad Ali se sont vengés en convainquant Bendahara Muhyiddin de se lever contre Abdul Mubin. Bendahara Muhyddin a d'abord refusé, mais a ensuite accepté de le faire. Ses partisans ont commencé à créer des troubles sous la forme de lances enfoncées dans les palais et les maisons. Le sultan Abdul Hakkul Mubin a alors déplacé son palais à l'île de Chermin sous les conseils de Muhyiddin avec l'intention d'attendre la sortie de la crise. Cependant, après son départ, Muhyiddin s'est déclaré le quinzième sultan. Une bataille entre les deux sultans en compétition s'est alors déclarée. La guerre civile du Brunei a ainsi commencé.

## Guerre et conséquences
Pendant la guerre civile, Abdul Mubin s'est enfui à Kinarut (dans l'actuel Papar, à Sabah, en Malaisie) où il est resté pendant dix ans, repoussant les attaques répétées du sultan Muhyiddin. Ils sont revenus au Brunei après une attaque finale par les forces de Muhyiddin dans laquelle ils n'ont pas réussi à vaincre Abdul Mubin. Muhyiddin était préoccupé par le fait que la guerre civile durait trop longtemps et a demandé l'aide du sultan de Sulu pour envoyer des forces. Il lui aurait promis la terre de l'est de Sabah en récompense. Muhyiddin est finalement sorti victorieux. Abdul Mubin a été tué pendant la guerre civile. Les historiens ne savent pas clairement si Muhyiddin a demandé l'aide de Sulu dans la guerre civile. Le sultan de Sulu à ce moment-là a affirmé que le Brunei lui avait demandé de l'aider et qu'on lui avait promis l'est de Sabah en récompense. Comme promis, le sultan de Sulu a reçu le Sabah oriental comme cadeau d'honneur du sultan de Brunei, pour l'aide des Tausugs pendant la guerre civile (un événement qui a retracé les racines du conflit du Nord de Bornéo entre la Malaisie et les Philippines dans le présent).